# جينادي بوخارين
جينادي إيفانوفيتش بوخارين (16 مارس 1929 - 3 نوفمبر 2020)، كان راكب سباق زورق سوفيتي روسي. فاز بسباق 1000 متر و 10000 متر في بطولة العالم لعام 1958 واحتلال المركز الثالث في كليهما في أولمبياد 1956.

## روابط خارجية
- جينادي بوخارين على موقع اللجنة الأولمبية الدولية (الإنجليزية)
- جينادي بوخارين على موقع أوليمبيديا (الإنجليزية)